# جسیکا شوفلت
جسیکا شوفلت (انگلیسی: Jessica Shufelt؛ زادهٔ ۲۹ مهٔ ۱۹۹۰) بازیکن فوتبال اهل ایالات متحده آمریکا است.
از باشگاه‌هایی که در آن بازی کرده‌است می‌توان به باشگاه فوتبال پورتلند تورنز اشاره کرد.